# Gotthold Eisenstein
Ferdinand Gotthold Max Eisenstein (Berlino, 16 aprile 1823 – Berlino, 11 ottobre 1852) è stato un matematico tedesco.
Come Évariste Galois e Niels Henrik Abel, Eisenstein morì prima dei trent'anni e, come Abel, morì di tubercolosi. Dirichlet fu il suo insegnante.

## Biografia
Nacque dal commerciante Johann Konstantin Eisenstein (1791–1875), di Danzica, e da Helene Pollack (1799–1876), di Königsberg, ma nata a Berlino. La famiglia era giudea di origine, poi convertita al protestantesimo. Un conoscente di famiglia iniziò il bambino alla matematica a sei anni di età („Ich konnte schon als Sechsjähriger den Beweis eines Satzes verstehen.“). Ebbe interessi musicali, suonando il pianoforte e anche componendo. Ebbe problemi di salute fin da giovane. Durante la visita a  Berlino-Charlottenburg dal 1833 al 1837, incontrò il pedagogo Ludwig Cauer, seguace di Johann Gottlieb Fichte e Pestalozzi. Frequentò dal 1837 al 1842 il Friedrich-Wilhelms-Gymnasium di Berlino e il Friedrich-Werder-Gymnasium. Dal 1840 frequentò i matematici Dirichlet all'Università di Berlino. Al ginnasio seguì Karl Heinrich Schellbach, sulle opere di Eulero, Lagrange e Gauß. Nel 1840 si recò in Inghilterra, seguendo il padre, e, nell'estate del 1842, seguì la madre, spostandosi in Galles e Irlanda. In quel periodo "Zeit Gauß" studiò le opere di teoria dei numeri, la Disquisitiones arithmeticae. A Dublino incontrò William Rowan Hamilton. A metà del 1843 ritornò a Berlino con i genitori. Dal 1846 visse con la madre. Conseguì l'Abitur da esterno e nel curriculum risultava la sua stimmate ipocondriaca („hypochondrische Stimmung“), necessitando di riposo e ricevendo visite di Dirichlet, Hamilton, Jacobi e dal segretario della Berliner Akademie Johann Franz Encke. A ottobre si iscrisse all'Università di Berlino.
Si dice che Gauss abbia dichiarato "Ci sono stati solo tre matematici che hanno segnato un'epoca: Archimede, Newton ed Eisenstein". Il fatto che Gauss abbia scelto Eisenstein, specializzato in teoria dei numeri e in analisi, potrebbe disorientare, ma è giustificabile perché Eisenstein dimostrò molti risultati che furono irraggiungibili anche per lo stesso Gauss, come la legge di reciprocità quadratica cubica.